# Människors barn
Människors barn (engelska: The Children of Men) är en framtidsroman från 1992, skriven av deckarförfattaren P.D. James. Boken kom i svensk översättning 1994 och filmatiserades år 2006 som Children of Men.

## Handling
Människors barn utspelar sig i England år 2021, vid en tidpunkt då inga barn fötts på ett kvartssekel eftersom alla män är ohjälpligt sterila. Åldringar uppmanas till självmord, invandrade arbetare används som slavar och den sist födda generationen, Omegorna, är vackra men också kända för sin grymhet. Huvudpersonen Theodore Faron är professor i historia och försöker så gott han kan att bekämpa meningslösheten i detta samhälle utan framtidstro. En dag möter han Julian, en ung kvinna, och tillsammans försöker de och några andra i en hemlig motståndsgrupp att kämpa för en bättre värld. Faron börjar också hoppas att det trots allt kan finnas en framtid, och att Julian är nyckeln till denna framtid.